# Ocimum serpyllifolium
Ocimum serpyllifolium là một loài thực vật có hoa trong họ Hoa môi. Loài này được Forssk. mô tả khoa học đầu tiên năm 1775.